# FedEx
FedEx ou FedEx Corporation é uma empresa americana de remessa expressa de correspondência, documentos e objetos, oferecendo ainda vários serviços de logística. FedEx é um acrônimo do nome original da empresa, Federal Express.
Com sede em Memphis, Tennessee, Estados Unidos, é a 2ª maior empresa de transporte aéreo mundial - atrás somente da Delta Airlines. Dispõe de aproximadamente 650 aviões (grande parte pequenas aeronaves para atender o mercado norte-americano), 44.000 viaturas e 280.000 colaboradores, o que permite o trânsito de mais de 8 milhões de remessas por dia. Foi fundada por Fred Smith.
A FedEx foi uma das primeiras empresas a utilizar o código de barra em escala industrial.Tal função foi importante porque o uso de listras impressas na embalagem dos produtos possibilitaria a companhia saber em tempo real qual a situação de seu estoque, quantas unidades vendidas e qual deverá ser o volume de produção no dia seguinte. Uma mercadoria transportada pela FedEx tem seu código de barras lido ao menos quinze vezes antes de chegar ao destino. Qualquer um pode entrar na Internet e saber em que parte do trajeto está a sua encomenda.
A FedEx Corp. é constituída por 10 empresas, cada uma com uma área específica de acção. Em 2004, a FedEx adquiriu a Kinko´s, uma cadeia de lojas que prestava serviços de reprografia, agora denominada por FedEx Kinko´s Office and Print Services (FedEx, 2007). Após a sua aquisição, foi disponibilizado um serviço de impressão remota, isto é, em vez de efectuar o transporte físico de documentos, estes são enviados electronicamente para a loja Kinko´s indicada pelo cliente, onde são impressos, permitindo a redução de custos e tempo de transporte (Segalla et al., 2006).

 
Foi eleita pelo Great Place to Work Institute (GPTW) como a décima primeira melhor empresa para se trabalhar no Brasil.

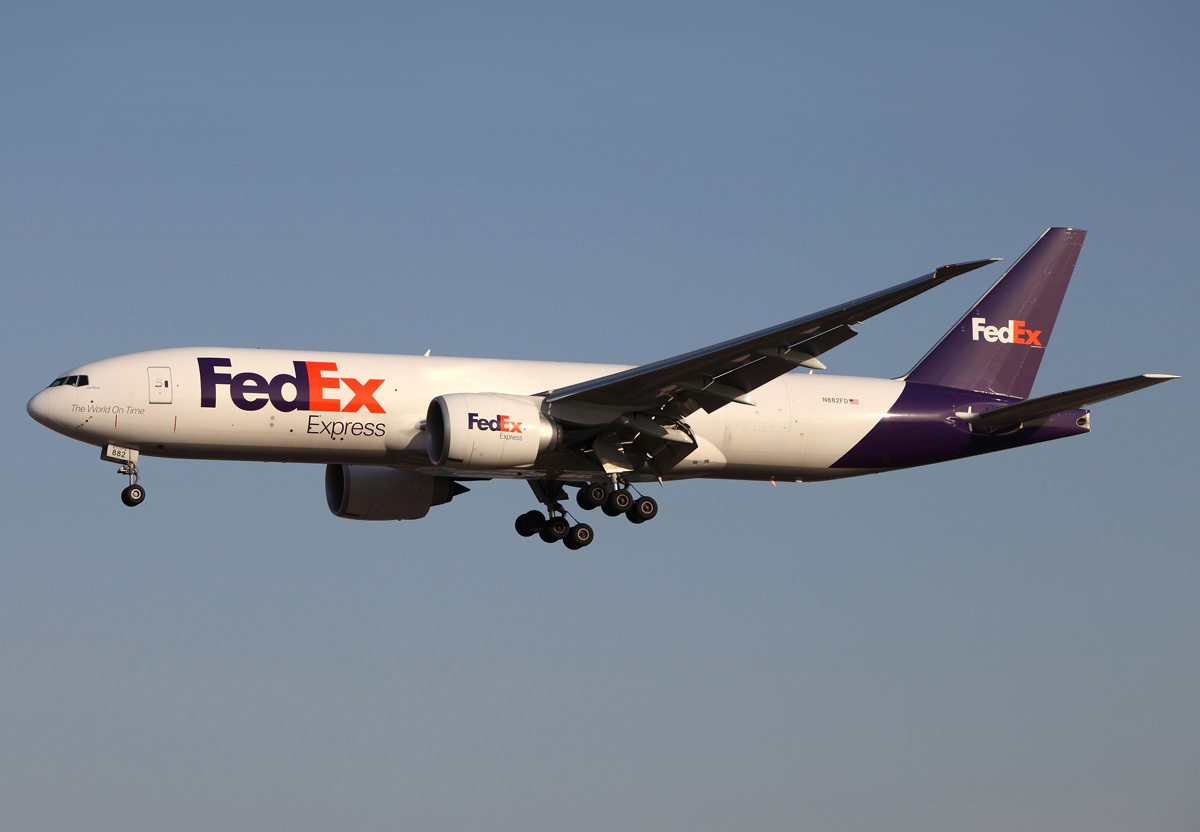
Boeing 777F da FedEx Express pousando no Aeroporto Internacional de Pequim-Capital

## Divisões da Empresa
A FedEx está dividida nas seguintes unidades operacionais principais:
- FedEx Express. Serviço de correio diário que fornece frete aéreo no dia seguinte dentro dos Estados Unidos e serviço internacional com horário definido. A FedEx Express possui uma das maiores frotas de aeronaves civis do mundo e a maior frota de aeronaves civis de grande porte.[5]
- FedEx Ground. Fornece correspondência em dia definido e entrega de pacotes para locais comerciais nos EUA e Canadá, mais barato do que os serviços em horário definido oferecidos pela FedEx Express. Utiliza uma grande frota de caminhões pertencentes a proprietários/operadores independentes, e os motoristas são contratados independentes que controlam rotas e territórios de entrega individuais. Anteriormente era Roadway Package System (RPS).[6]
- FedEx Services. Fornece marketing, vendas, TI e outros serviços para outras empresas operacionais da FedEx.
- FedEx Office Print and Ship Centers. Oferece serviços de impressão e fotocópia e outros serviços empresariais.[7] Esta divisão é um local central onde os clientes da FedEx armazenam seus pacotes para remessa, oferece fotocopiadoras e aparelhos de fax de autoatendimento, embalagem de escritório e produtos de remessa, caixas e serviços de embalagem.

## Frota Aérea

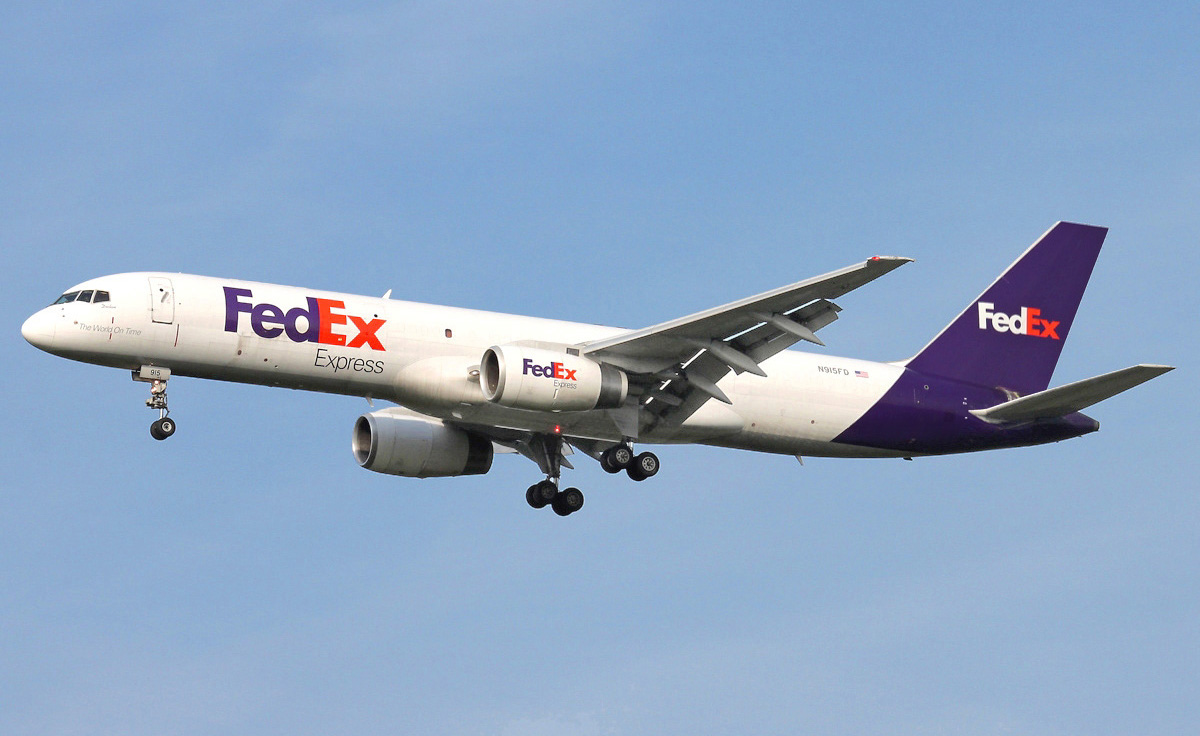
Boeing 757-200SF da FedEx Express

Em Agosto de 2017 a frota da FedEx Express era formada por:
| Aeronave                      | Quantidade | Pedidos | Notas |
| ----------------------------- | ---------- | ------- | --- |
| Airbus A300-600RF             | 68         | —       | Aeronaves mais antigas serão retiradas e substituídas pelos Boeing 767-300F                                                                             |
| Airbus A310-300F              | 5          | —       | A ser retiradas. |
| Boeing 757-200SF              | 119        | —       | |
| Boeing 767-300ERF             | 52         | 62      | Entregas a serem realizadas até 2023 com 50 opções adicionais, substituindo Airbus A300-600F, A310-300 e MD-10 1 aeronave a ser devolvida ao arrendador |
| Boeing 777F                   | 33         | 16      | 16 novas aeronaves para ser entregues entre 2018 e 2023                                                                                                 |
| McDonnell Douglas MD-10-10F   | 26         | —       | Serão retiradas e substituídas pelos Boeing 767-300F e Boeing 777F até 2020.                                                                            |
| McDonnell Douglas MD-10-30F   | 13         | —       | Serão retiradas e substituídas pelos Boeing 767-300F e Boeing 777F até 2020.                                                                            |
| McDonnell Douglas MD-11F      | 57         | —       | Aeronaves mais antigas serão retiradas. |
| Frota Regional                |            |         | |
| ATR 42-300F/-320F             | 25         | —       | |
| ATR 72-200F                   | 20         | —       | |
| ATR 72-600F                   | —          | 30      | Entregas começam em 2020. Pedidos com 20 opções. |
| Cessna 408 SkyCourier         | —          | 50      | Pedido para 50 aeronaves com 50 opções. |
| Cessna 208B Super Cargomaster | 239        | —       | |
| Total                         | 654        | 159     | |

## Logotipo

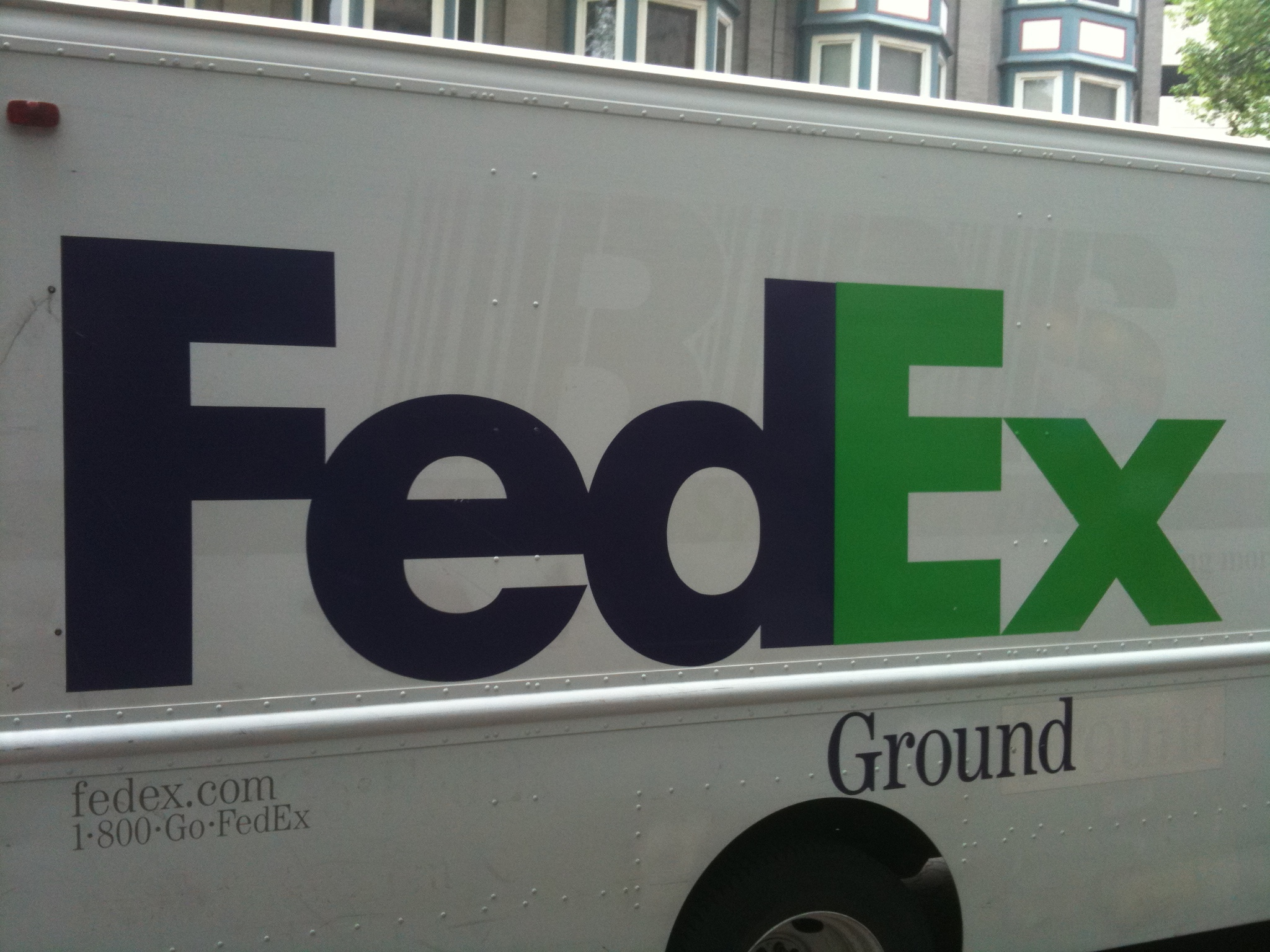
Logotipo da FedEx com a seta branca entre o E e o X

O logotipo da empresa possui uma seta que visa indicar "um caminho rumo ao futuro". Apontada para a direita, esta seta está localizada entre as letras E e X.

## Brasil
Em 2012, adquiriu a Rapidão Cometa Transportes e Logística, para abranger o mercado rodoviário e aéreo no Brasil.

## Patrocínios

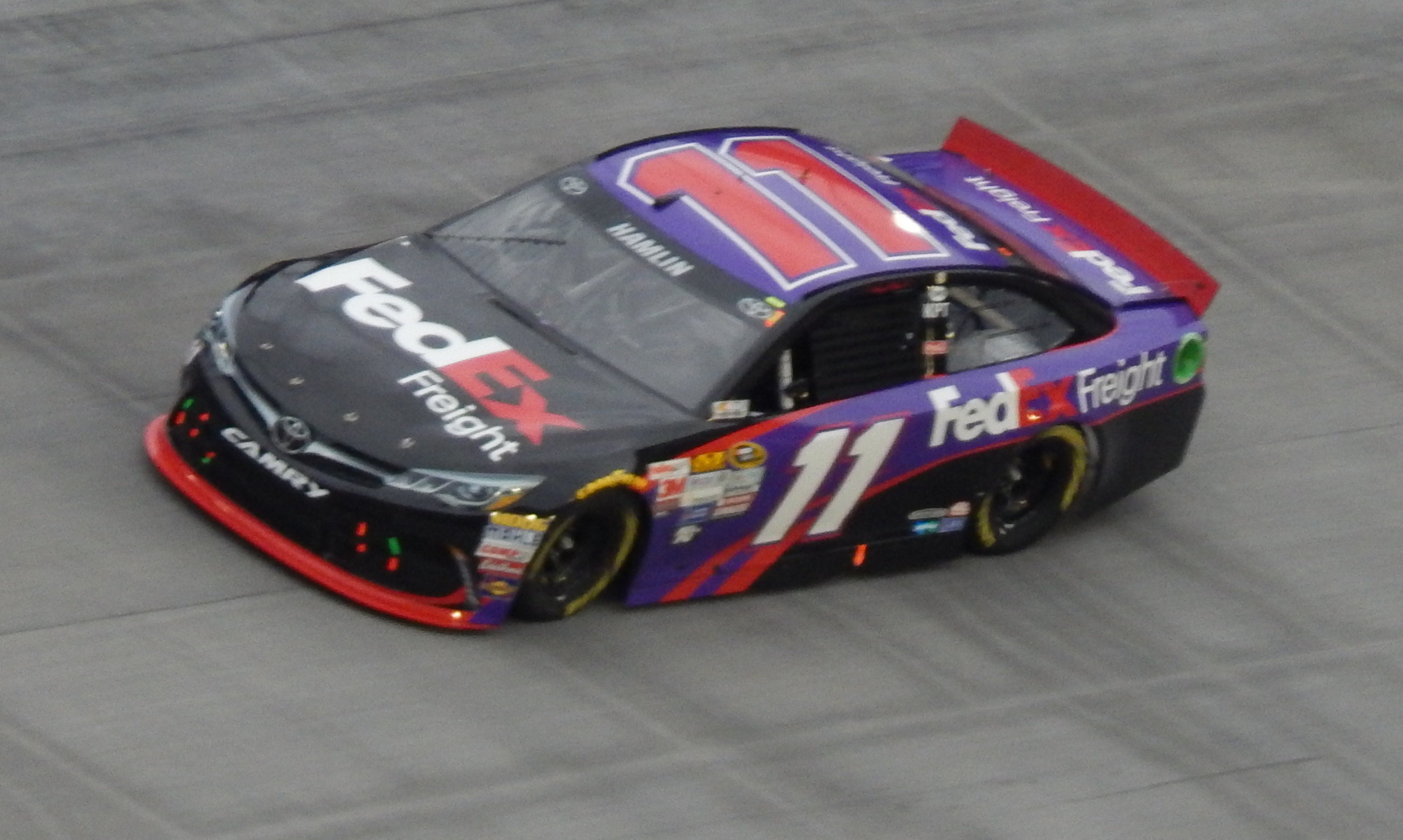
Carro da NASCAR com patrocínio da FedEx.

A FedEx tem uma longa lista de patrocínios relacionados a esportes, dá nome a arena FedEx Forum do Memphis Grizzlies da NBA e do FedEx Field do Washington Redskins da NFL. No golfe, dá nome ao FedEx Cup, troféu dado ao campeão da temporada da PGA Tour Em automobilismo foi a patrocinadora principal da CART entre 1997 e 2002 com o nome CART FedEx Championship Series, desde 2005 patrocina os carros da equipe Joe Gibbs Racing da NASCAR.